# Ryōsuke Sagawa
Ryōsuke Sagawa (japanisch 佐川 亮介 Sagawa Ryōsuke; * 17. Juli 1993 in der Präfektur Tokio) ist ein japanischer Fußballspieler.

## Karriere
Sagawa erlernte das Fußballspielen in der Schulmannschaft der Saitama Sakae High School und der Universitätsmannschaft der Takushoku-Universität. Seinen ersten Vertrag unterschrieb er 2016 beim YSCC Yokohama. Der Verein aus Yokohama spielte in der dritten japanischen Liga.